# Paul Easter
Paul Easter (Norwich, Reino Unido, 14 de mayo de 1963) es un nadador británico retirado especializado en pruebas de estilo libre, donde consiguió ser medallista de bronce olímpico en 1984 en los 4x200 metros estilo libre.

## Carrera deportiva
En los Juegos Olímpicos de Los Ángeles 1984 ganó la medalla de bronce en los relevos de 4x200 metros estilo libre, con un tiempo de 7:24.78 segundos, tras Estados Unidos (oro) y Alemania (plata), siendo sus compañeros de equipo los nadadores: Neil Cochran, Paul Howe y Andrew Astbury.